# 6726 Сатерс
6726 Сатерс (6726 Suthers, 1991 PS, 1986 AG2) — астероїд головного поясу, відкритий 5 серпня 1991 року.
Тіссеранів параметр щодо Юпітера — 3,591.